# Louis de Bernières
Louis de Bernières (f. i London d. 8 december 1954) er en engelsk forfatter. Han er mest kendt for bogen Kaptajn corellis mandolin, der vandt Commonwealth Writers Prize som den bedste bog. I 1993 blev han udnævnt til at være en af de 20 bedste unge britiske forfattere. 